# Поляков Антон Едуардович
Антон Едуардович Поляков (11 листопада 1987, Чернігів, УРСР — 8 жовтня 2021, Київ, Україна) — колишній український політик, народний депутат IX скликання від Слуги народу (виборчий округ № 206, частина Новозаводського району Чернігова, Ріпкинський, Чернігівський райони), безпартійний.

## Життєпис
Народився 11 листопада 1987 року в Чернігові, мав двох братів і сестру. Закінчив середню школу. 2004 року закінчив Чернігівський колегіум № 11, проходив службу у Внутрішніх військах МВС України в Одесі, де займався охороною рухомого складу під час етапування ув'язнених.
2020 року закінчив Київський університет ринкових відносин (спеціальність «право»).
2010 року зареєстрував ТМ «Підрахуй», магазин, що спеціалізується на продажу підлогових покриттів, пізніше відкрив магазин LaminateExpert.
З 2015 року був разом з Сергієм Гривком волонтером партії «Наш край».
4 жовтня 2021 року Поляков стверджував в ефірі Україна 24, що «слугам» роздавали гроші в туалеті Верховної ради під час розгляду закону про олігархів. Він говорив, що давав свідчення про це в Національному антикорупційному бюро
8 жовтня 2021 року у віці 33 років Полякова знайшли мертвим на задньому сидінні таксі в Дніпровському районі міста Києва. За даними прокуратури Києва, «смерть настала внаслідок гострої коронарної недостатності, гострої ішемічної хвороби серця».

### У Верховній Раді
З 29 серпня 2019 до 8 жовтня 2021 — народний депутат IX скликання від партії «Слуга народу» (в.о. № 206, Чернігів). Член Комітету Верховної Ради з питань антикорупційної політики, голова підкомітету з питань дотриманням антикорупційного законодавства у сфері реформування оборонно-промислового комплексу.
15 листопада 2019 року разом із Анною Скороход виключений із фракції Слуга народу. Причина виключення — неголосування за законопроєкти, за якими є спільне рішення фракції. Поляков назвав це рішення політичною розправою. За його словами, йому пояснили виключення тим, що він мав у Telegram канал, у якому критикував фракцію та її рішення. Утім, Поляков і Скороход і далі потрапляли у фокус уваги журналістів. 16 грудня 2019 року подав заяву про вихід із партії «Слуга народу» і назвав це «формальністю», яку необхідно зробити.
У травні 2020 року був в переліку 52 осіб, які вирішили оскаржити в Конституційному Суді «Закон про амністію учасників Революції Гідності» .
До червня 2020 року був позафракційним.
6 квітня 2020 року стало відомо, що Поляков подав 6000 правок до другого читання законопроєкту про банки і банківську діяльність, який український парламент розглядає на вимогу МВФ, і який покликаний запобігти можливому поверненню ПриватБанку колишнім власникам за рішенням суду. Загалом Поляков і ще троє депутатів (серед них депутат від «Слуг народу» Ольга Василевська-Смаглюк) з неформальної «групи Коломойського» подали 13000 правок, що, за оцінками журналістів, є рекордом в історії української законотворчості. Центр протидії корупції розцінює правки як флуд, що має на меті заблокувати прийняття законопроєкту.
30 червня 2020 став членом депутатської групи «За майбутнє». Під час місцевих виборів 2020 року балотувався на посаду міського голови Чернігова від партії «За майбутнє».

## Смерть і розслідування
Зранку 8 жовтня 2021 року Національна поліція України повідомила про смерть Полякова, пояснивши, що «чоловіку стало зле дорогою в таксі, його намагались реанімувати лікарі швидкої, але констатували смерть». Першою версією, за результатами розтину, була наступна : «смерть внаслідок гострої коронарної недостатності, гострої ішемічної хвороби серця». За цим фактом відкрили кримінальне провадження за статтею «умисне вбивство» з приміткою «природна смерть». 
Згодом слідство повідомило, що розглядає кілька версій смерті: «хронічне захворювання, яке могло призвести до смерті, а також отруєння невідомою речовиною: як самостійно, так і невідомою особою».
10 жовтня представник МВС України Артем Шевченко повідомив, що токсикологічна експертиза виявила в організмі Полякова невелику дозу алкоголю і наркотику метадону.
11 жовтня Валерій Кур, колишній начальник управління кримінальної розвідки МВС України, заявив, що Поляков скоріш за все вживав метадон свідомо. Також він припустив, що це була програма лікування Полякова від героїнової залежності, коли метадон видають легально у таблетках.

## Сім'я
Був одружений, виховував двох доньок.
2021 року проживав із депутаткою Анною Скороход.